# ندغ نبطي
الندغ النبطي (باللاتينية: Satureja montana) نوع نباتي عشبي يتبع جنس الندغ من الفصيلة الشفوية.

## الموئل والانتشار
موطنه الأصلي بلاد الشام.